# 3C 171
3C 171 là một thiên hà Seyfert nằm trong  chòm sao Thiên Miêu.